# شعرورية
الشعرورية (الاسم العلمي: Crithidia) هي جنس من الطلائعيات يتبع الفصيلة المثقبانية من رتبة المحراكيات.

## أنواع الشعرورية
- شعرورية النحل الطنان
- شعرورية براغية
- شعرورية حزيمية
- شعرورية خشفية
- شعرورية شوكية الرأس
- شعرورية محيرة